# Composietvideo

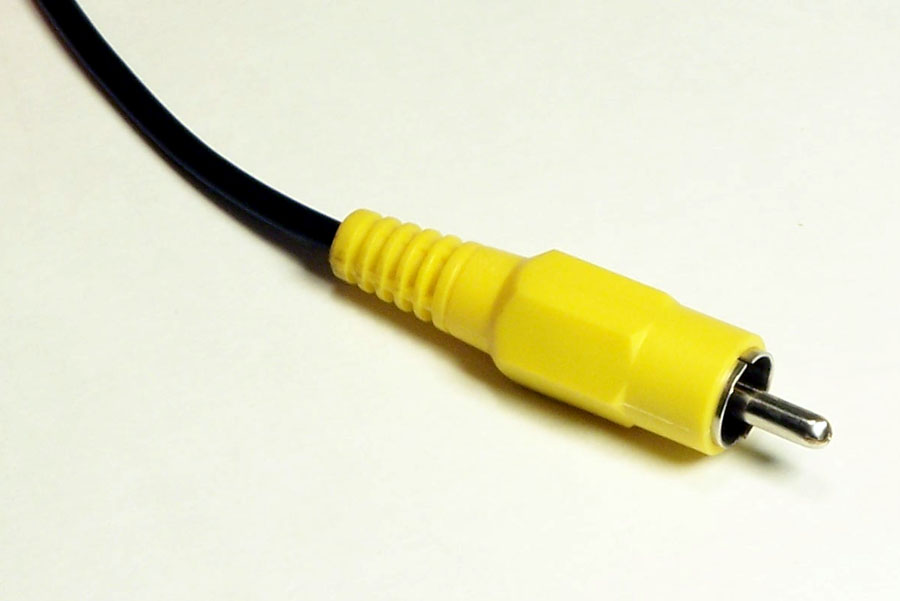
Composietvideo wordt op consumentenelektronica meestal verstuurd door een kabel met gele connector

Composietvideo, colour, vision, blanking and synchronisation (CVBS), samengesteld video of kleur, beeld, onderdrukking en synchronisatie (KBOS) is het analoge signaal dat wordt gebruikt om een televisiebeeld te coderen. In CVBS is geen geluid opgenomen, dit moet apart worden overgedragen.
Een CVBS-signaal kan worden uitgewisseld tussen videoapparatuur, bijvoorbeeld tussen videorecorder en televisie. De genormeerde spanning is 1 Vtt over 75 ohm.
De elektrische verbindingen worden doorgaans gemaakt met tulpstekkers (geel), BNC-connectors of een scart-plug. De laatste heeft ook aders voor het geluid.

## V: Vision

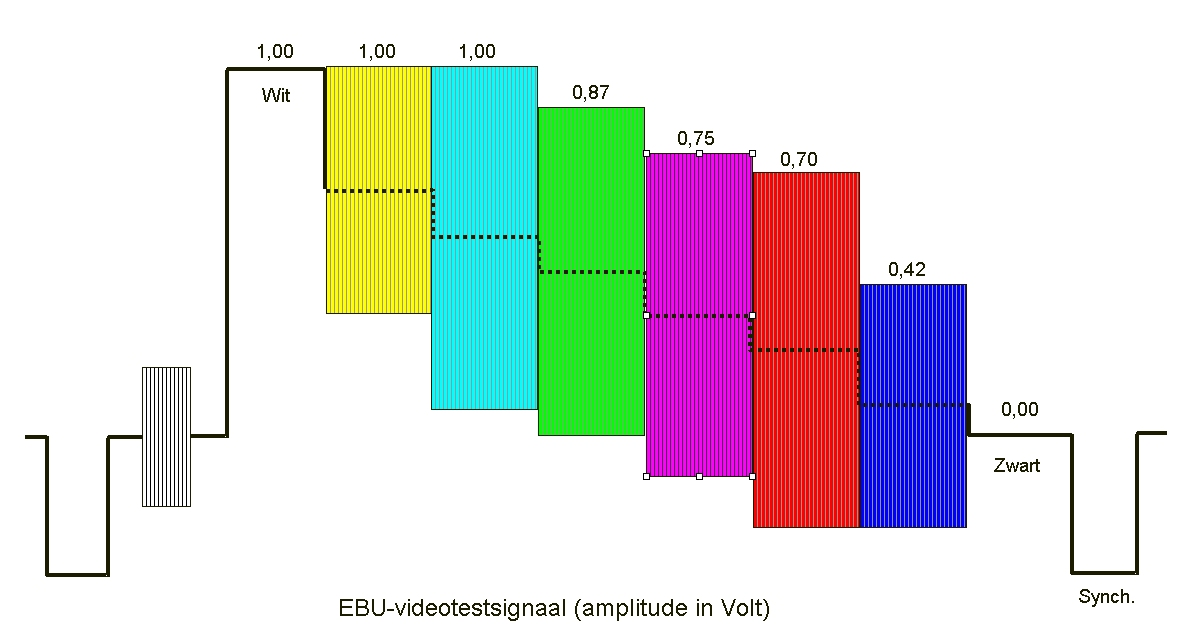
Eén lijn van een videosignaal. Links en rechts de synchronisatiepuls. Het grijze blokje rechts van de linker synchronisatiepuls is de burst

Het televisiebeeld wordt lijn voor lijn afgetast. Dit geschiedt in dezelfde volgorde als bij het lezen van een pagina tekst, dus van links naar rechts en van boven naar beneden. Op sommige plaatsen is het beeld helder, op andere donker. Dit resulteert in spanning met een hoog (wit) of laag (zwart) niveau, of iets daartussenin (grijs).
De kathodestraalbuis van een ouderwets televisietoestel bevat een elektronenstraal die het scherm lijn voor lijn beschrijft. Heeft het CVBS-signaal een hoog niveau, dan schrijft de kathodestraal een helder punt op het scherm. Heeft het signaal een laag niveau, dan wordt de kathodestraal uitgeschakeld of op een lager niveau gezet, zodat er een donker punt op het scherm komt.

## B: Blanking
Aan het einde van de lijn moet de kathodestraal verdergaan naar het begin van de volgende lijn. Tijdens deze terugslag mag de kathodestraal geen heldere punten op het scherm zetten. Dus heeft het CVBS-signaal tijdens de terugslag een laag niveau, overeenkomend met zwart, of nog iets lager.

## S: Synchronisation
De ontvanger moet weten wanneer het einde van een lijn bereikt is en de volgende lijn begint. Dit wordt bereikt met een synchronisatiepuls (de lijnpuls). Deze heeft een nog lager niveau dan het zwartniveau.
Ook moet de ontvanger weten wanneer het einde van een raster bereikt is en de kathodestraal terug moet naar de bovenkant van het scherm. Dit geschiedt met een veel langere synchronisatiepuls (de rasterpuls), die even lang is als twee à drie lijnen. 
Intussen wordt de lijnsynchronisatie niet onderbroken, hetgeen wil zeggen dat de rasterpuls steeds even onderbroken wordt op het moment dat er een lijnpuls moet komen. Om het nog ingewikkelder te maken worden er in deze periode twee keer zo veel lijnpulsen gegenereerd die elk de helft van de normale breedte hebben. Dit houdt verband met het feit dat het aantal lijnen per raster geen geheel getal is, zodat de rasterpuls soms bij het begin van een lijn en soms halverwege de lijn begint.

## C: Colour
Voor kleurentelevisie moeten er nog meer gegevens aan het signaal worden toegevoegd. Er bestaan hiervoor drie systemen: PAL, NTSC en Secam. Het kleursignaal is een hoogfrequent signaal (bij PAL 4,43 MHz) dat op het beeld gesuperponeerd wordt. (Het onderstaande geldt voor NTSC en PAL.)
Om een kleur goed weer te geven zijn er drie parameters nodig, bijvoorbeeld helderheid, verzadiging en kleurtint. De helderheid is al bekend. De amplitude van het kleursignaal geeft de kleurverzadiging aan en de fase de kleurtint. 
Om de fase te synchroniseren wordt op de achterstoep, na de lijnpuls en voor het begin van iedere lijn, een stukje kleursignaal van een standaardfase gesuperponeerd. Dit is de burst.